# George Wallace (film)
George Wallace – telewizyjny film biograficzny produkcji amerykańskiej z 1997 w reżyserii Johna Frankenheimera. Film koncentruje się na wydarzeniach po 1963 roku, gdy Wallace zostaje wybrany 50. gubernatorem Alabamy i rozpoczyna walkę o zachowanie segregacji rasowej, m.in. poprzez jednoosobową manifestację przeciwko desegregacji na Uniwersytecie Alabamy w Tuscaloosa.

## Obsada
- Gary Sinise – George Wallace
- Mare Winningham – Lurleen Wallace
- Clarence Williams III – Archie
- Joe Don Baker – Big Jim Folsom
- Angelina Jolie – Cornelia Wallace
- Terry Kinney – Billy Watson
- William Sanderson – T.Y. Odum
- Mark Rolston – Ricky Brickle
- Tracy Fraim – Gerald Wallace
- Skipp Sudduth – Al Lingo
- Ron Perkins – Nicholas Katzenbach
- Mark Valley – Robert F. Kennedy
- Scott Brantley – Arthur Bremer
- Kathryn Erbe – Mrs. Folsom
- Steve Harris – Neal

i inni.